# Стригальня
Стригальня (укр. Стригальня) — село в Межгорской поселковой общине Хустского района Закарпатской области Украины.
Население по переписи 2001 года составляло 507 человек. Почтовый индекс — 90000. Телефонный код — 3146. Код КОАТУУ — 2122455103.